# Hoplismenus rufipes
Hoplismenus rufipes là một loài tò vò trong họ Ichneumonidae.